# Volcán de la Deseada
El volcán de la Deseada es una montaña en la isla canaria de La Palma, dentro del parque natural de Cumbre Vieja. Desde lo alto se ven las islas vecinas de La Gomera, El Hierro y Tenerife. Por su cráter discurre la ruta de senderismo GR-131.
Es el más alto de los casi 120 volcanes de la dorsal de Cumbre Vieja, con dos picos de 1933 y 1944 metros de altura respectivamente.

## Actividad volcánica
El volcán de la Deseada no ha registrado ninguna erupción recientemente, pero la erupción volcánica del volcán de San Juan de 1949 creó dos cráteres justo al norte de la montaña, el cráter del Duraznero y el cráter del Hoyo Negro.